# Scheelelaboratoriet

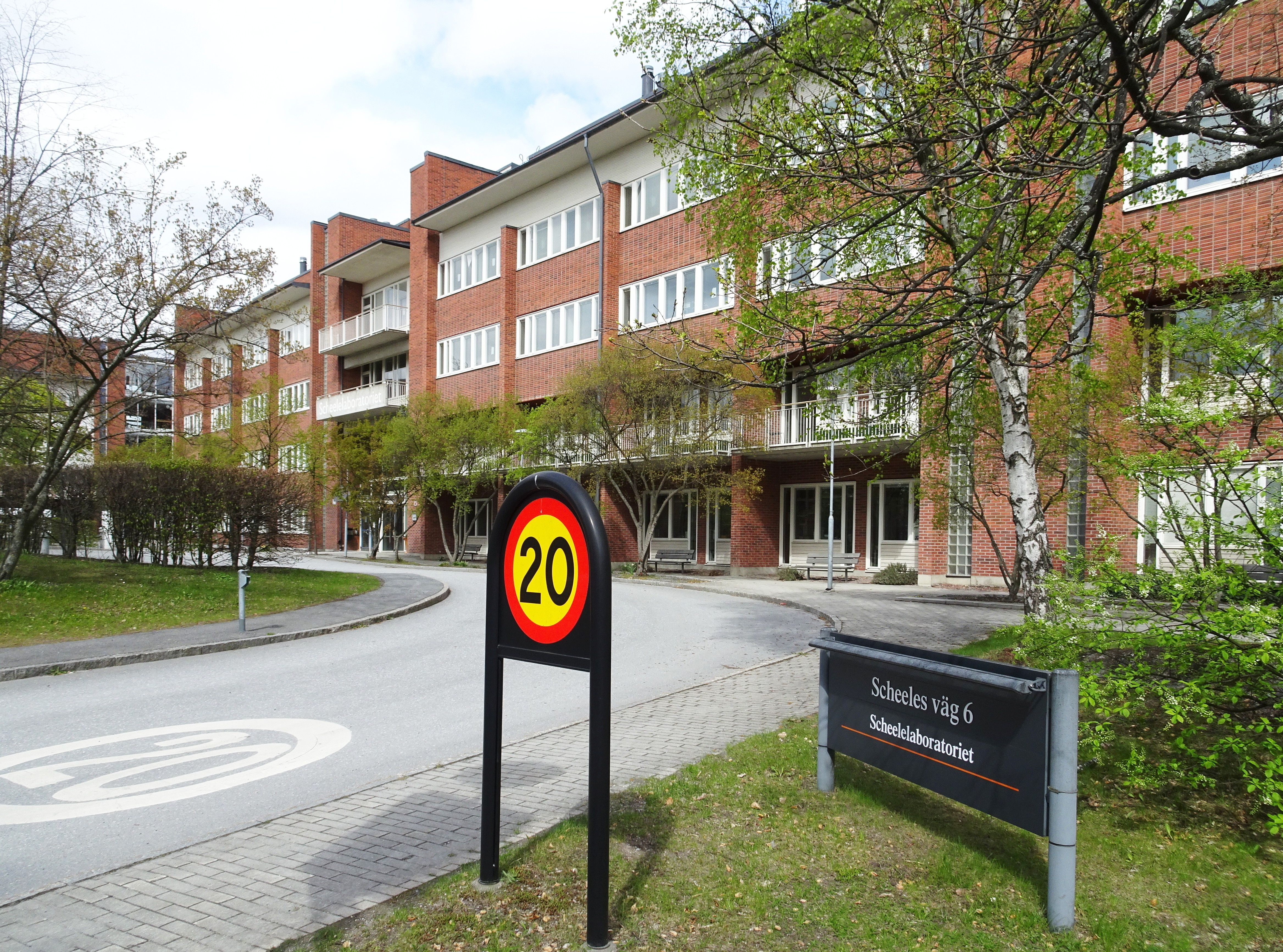
Scheelelaboratoriet, huvudentré, 2019.

Scheelelaboratoriet är en laboratorie- och kontorsbyggnad vid Scheeles väg 2 på Campus Solna i Solna kommun. Byggnaden uppfördes mellan 1995 och 1997 och ägs av Akademiska Hus. Laboratoriet och vägen är uppkallade efter apotekaren Carl Wilhelm Scheele.

## Beskrivning

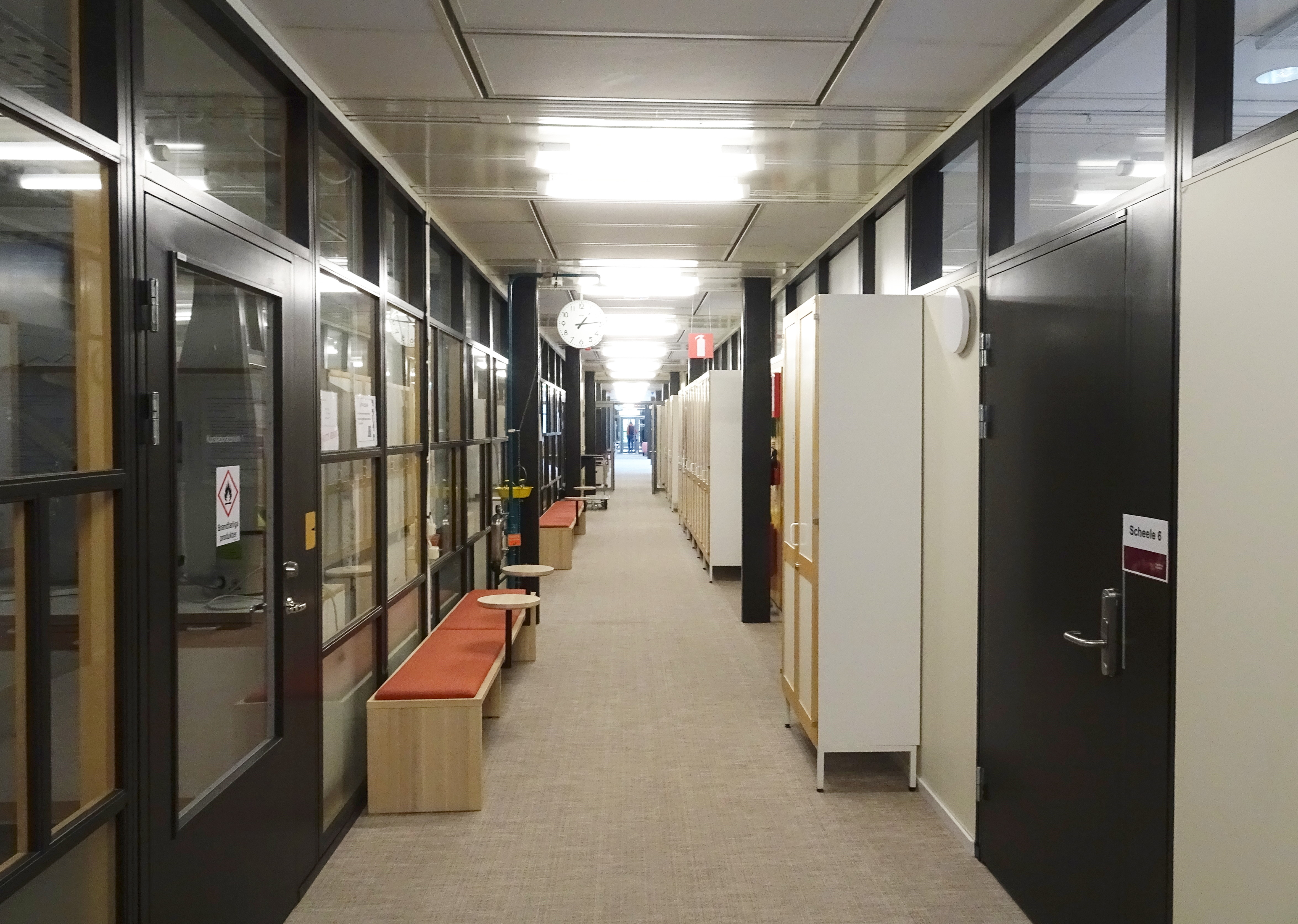
Korridor i hus A.

Scheelelaboratoriet består av tre husdelar, A, B och C. Anläggningen skulle härbärgera institutionerna för medicinsk kemi, biokemi, biofysik och Institutet för miljömedicin (IMM). Arkitektuppdraget gick till Bjurström & Brodin arkitektkontor efter en vunnen arkitekttävling. Under projekteringens gång byggdes ett provhus motsvarande en halv labbmodul om 200 m² komplett med fasader och rännsystem. Man provade även olika monterbara mellanväggar av svenska och utländska fabrikat för att studera olika grader av flexibilitet och olika kostnader. 
Vid Scheelelaboratoriets gestaltning var det viktigt att komplexet skulle smälte väl in i den ur arkitektonisk synpunkt känsliga miljön som domineras av röda tegelhus ritade på 1940- och 1950-talen av arkitekt Ture Ryberg. Även Scheelelaboratoriets fasader är klädda av rött tegel, dock med ett modernare formspråk. Den nya byggnaden färdigställdes 1999. Till husdel A finns en hörsal för 147 sittande personer och byggd som en egen husdel vilken kallas Samuelssonsalen. Den totala byggnadsarean är omkring 33 000 m². Scheelelaboratoriet hyrs av Karolinska Institutet.

### Scheelemodellen
Laboratoriet är uppbyggt av sektioner om 30 meter vardera. Glasade trapphus och förbindelsegångar mellan byggnadsdelarna sammanlänkar de interna kommunikationsvägarna och blir till spontana informella mötesplatser för de anställda. Laboratorierna koncipierades mycket flexibla och är inte specialritade för någon viss verksamhet utan kan kontinuerlig anpassas till aktuell situation. Det var ett nytt sätt att bygga lokaler för laboratorier och kom att kallas "Scheelemodellen" som sedan tillämpades vid Retziuslaboratoriet och CGB Laboratoriet (Centrum för Genomik och Bioinformatik) som också ritades av Bjurström & Brodin.

## Bilder

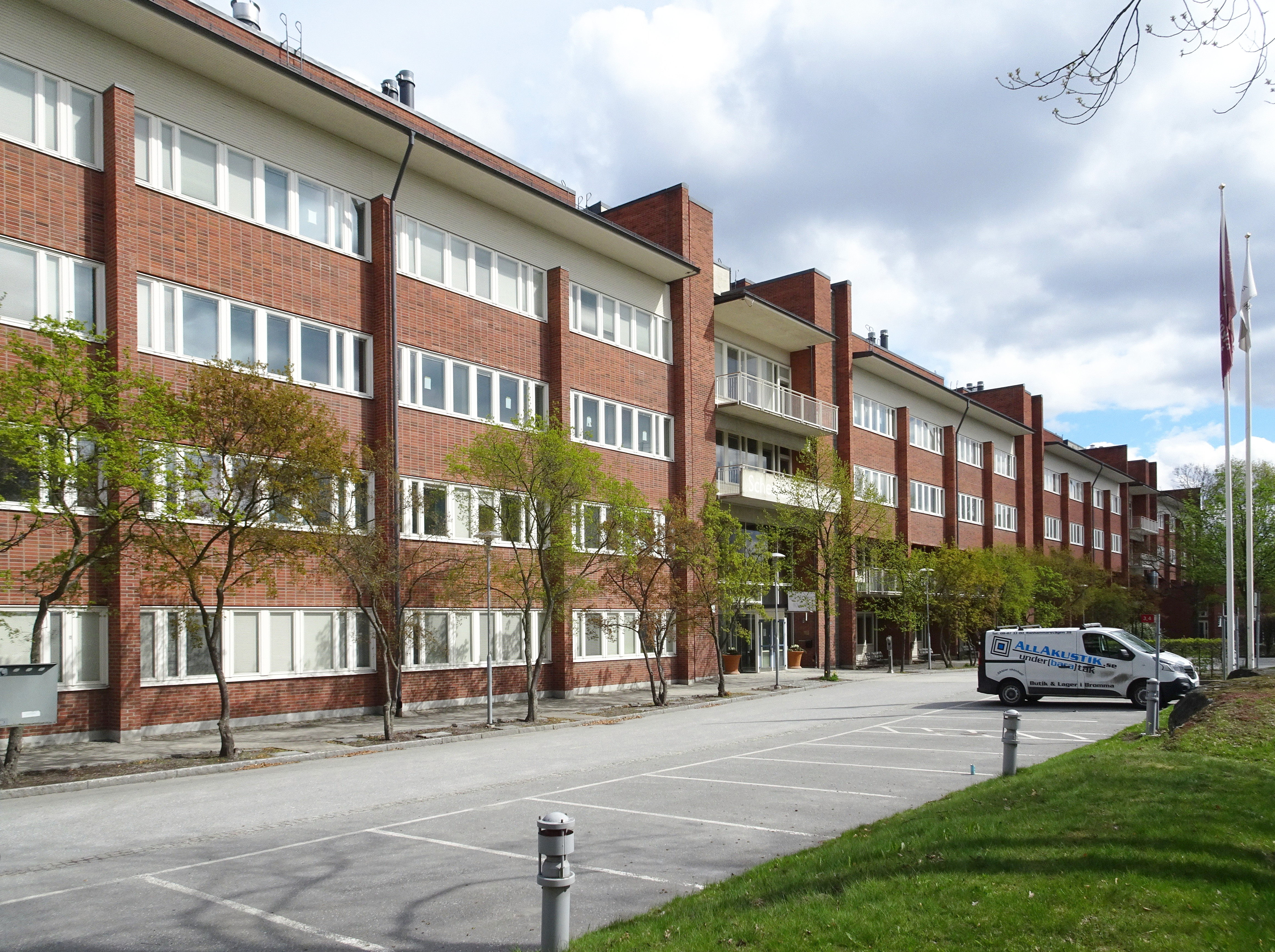
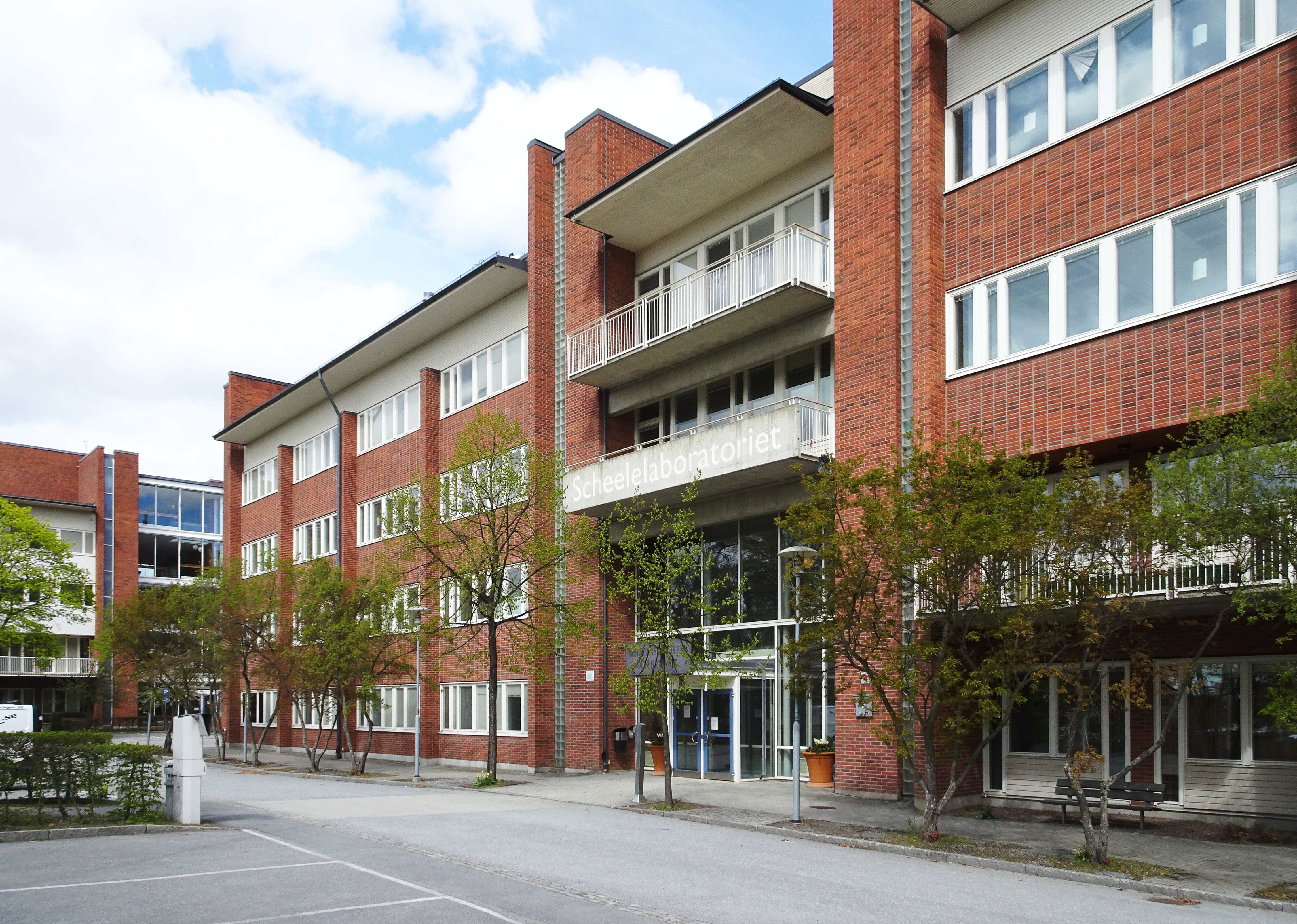
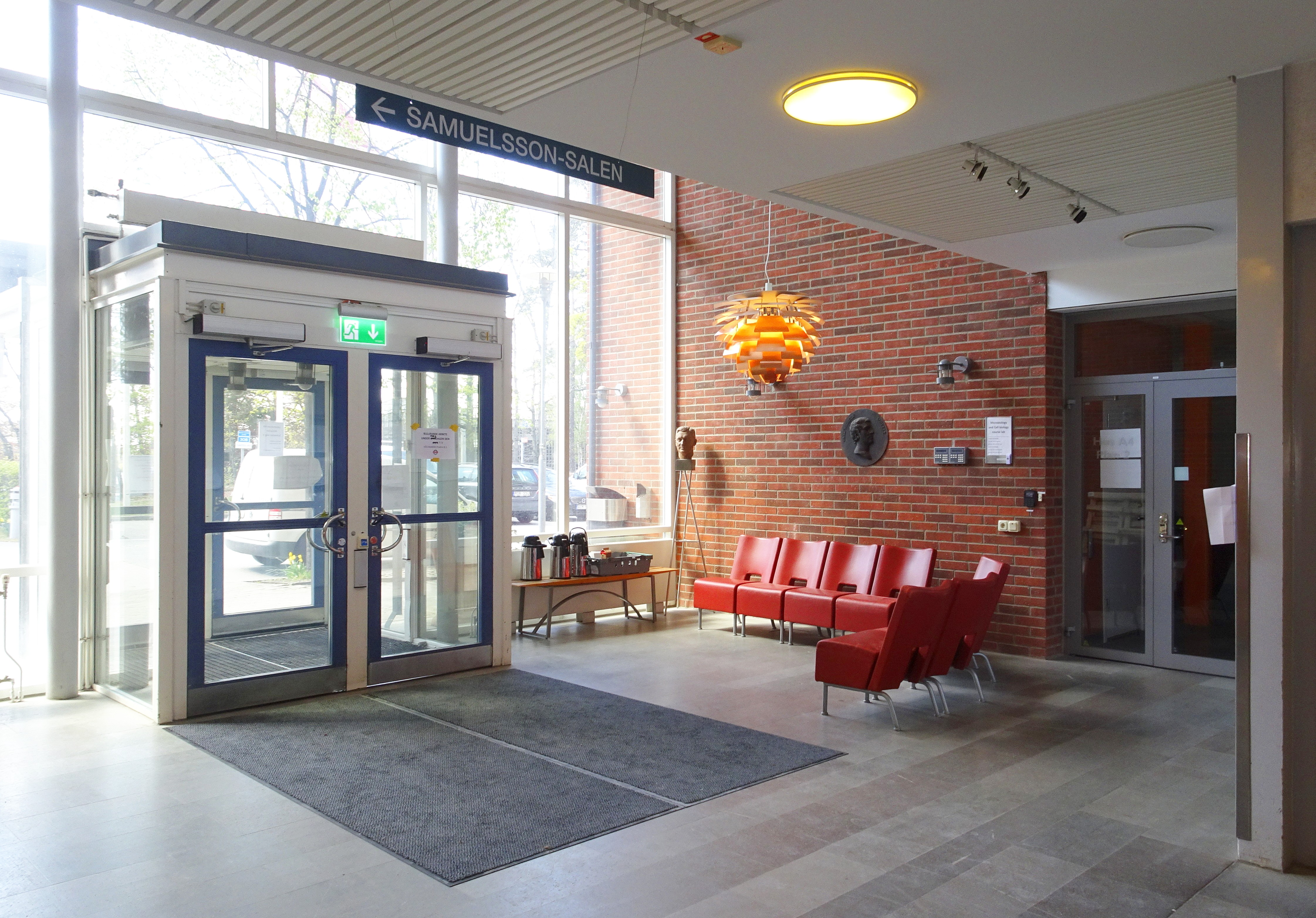
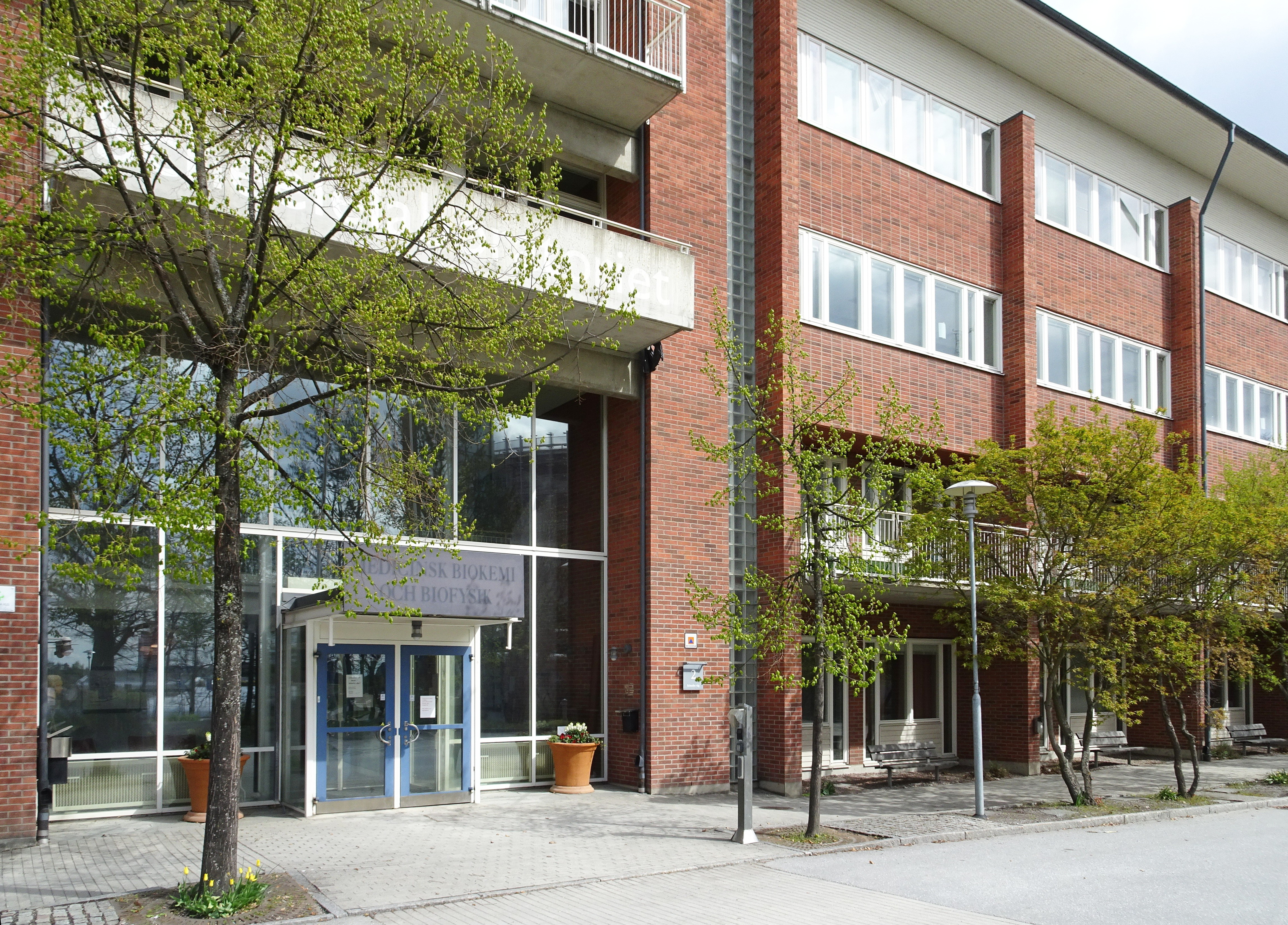
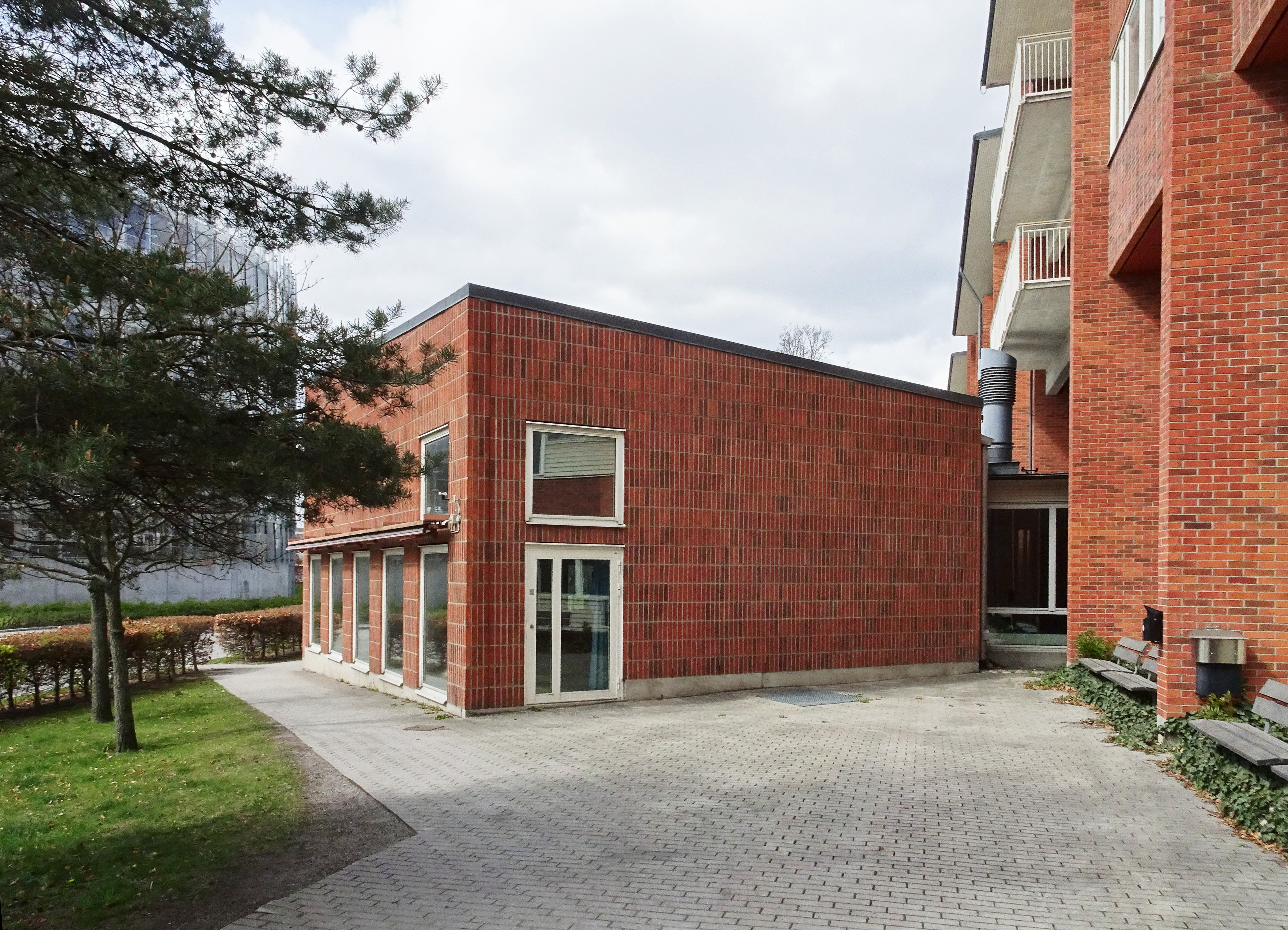